# Blindead
I Blindead, conosciuti fino al 2003 con il nome di Incorrect Personality, sono un gruppo musicale sludge metal polacco formatosi a Gdynia nel 1999.
Il loro quarto album in studio, Absence è arrivato in 32ª posizione nella classifica polacca OLiS.

## Formazione

### Formazione attuale
- Patryk Zwoliński – voce (2002–presente)
- Mateusz Śmierzchalski – chitarra (1999–presente)
- Marek Zieliński – chitarra (1999–presente)
- Konrad Ciesielski – batteria (1999–presente)
- Bartosz Hervy – tastiera elettronica (2007–presente)
- Matteo Bassoli – basso (2012–presente)

Former members
- Michał Zimorski –  basso (1999–2004)
- Rafał Brauer – basso (2004–2006)
- Piotr Kawalerowski – basso (2006–2012)
- Patryk Adamczyk – voce (1999–2002)

## Discografia

### Album in studio
- 2006 - Devouring Weakness (Empire Records)
- 2008 - Autoscopia/Murder in Phazes (Deadline Records)
- 2010 - Affliction XXIX II MXMVI (Mystic Production)
- 2013 - Absence (Mystic Production)
- 2019 - Niewiosna (Autoprodotto)

### Demo
- 2003 - Demo  (come Incorrect Personality)[3]
- 2003 - Demo 2 (come Incorrect Personality)[3]
- 2003 - Dig for Me...

### EP
- 2009 - Impulse (Lou & Rocked Boys/Foreshadow)

### Singoli
- 2013 - A₃S₁

### Video musicali
- 2011 - Affliction XXV II MMIX (diretto da Roman Przylipiak)[4]